# Leishmania tarentolae
Leishmania tarentolae és una espècie de protozou tripanosomàtid paràsit que circula tant en els vertebrats de sang calenta com de sang freda. Es transmet per mitjà de mosquits. Afecta sobretot a damans, cànids, rosegadors i humans, en els quals els provoca la malaltia de leishmaniosi. La seva posició taxonòmica restava controvertida podent ser adscrit com a part del gènere Tripanosoma com un gènere diferenciat de Leishmania, Sauroleishmania, propi de paràsits associats a sauris.